# Bronzetür

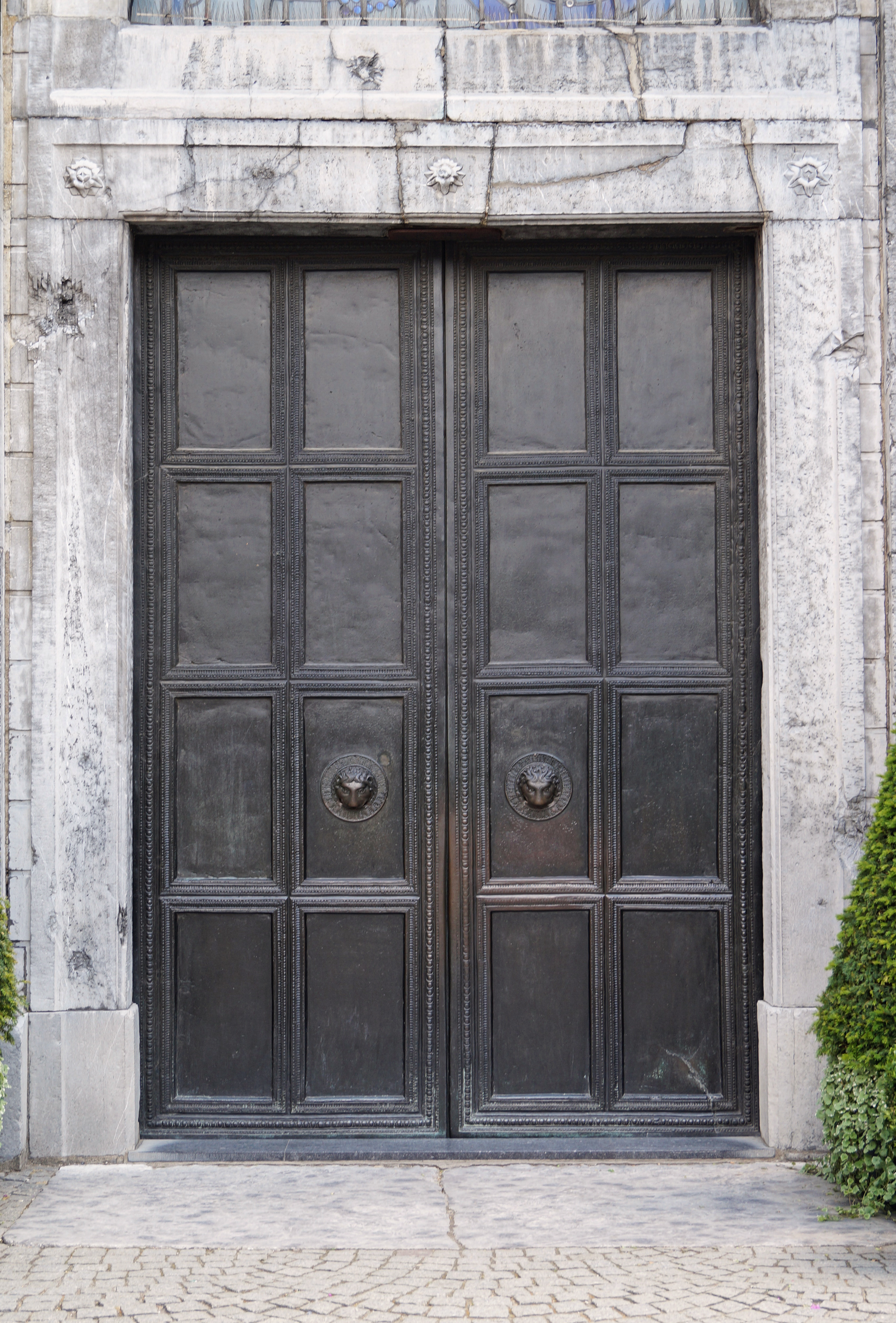
Wolfstür um 800 – das zweiflügelige bronzene Portal des Aachener Doms

Bronzetüren, auch Bronzeportale, sind Türflügel, die im Wesentlichen
aus Bronze bestehen. Das Anfertigen derartiger Bronzebildwerke
erfordert großes kunsthandwerkliches Wissen.

## Antike und frühes Mittelalter

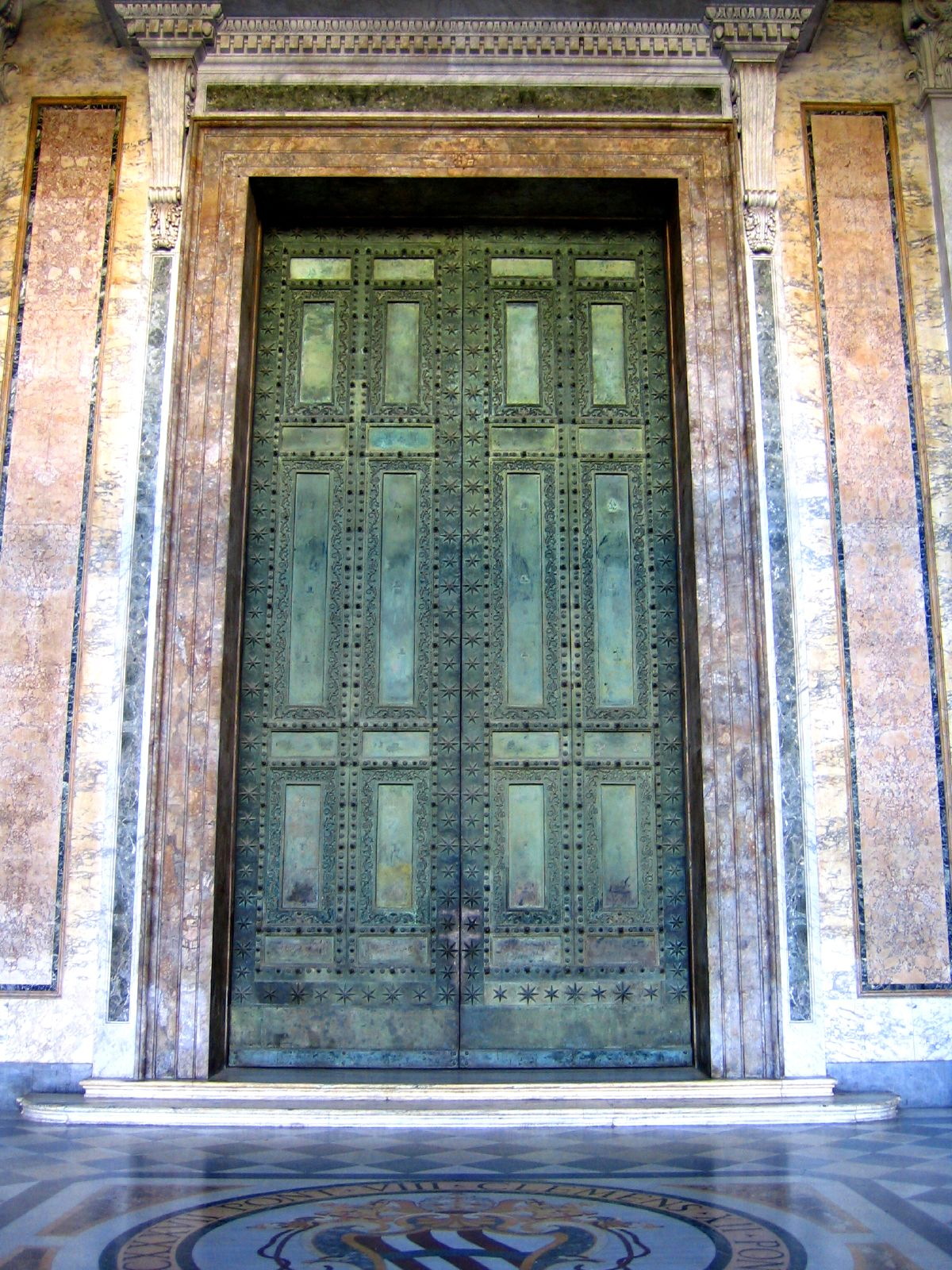
Tor der antiken Curia Julia, um 300 n. Chr. (?), heute im Lateranspalast, Rom

Bronzetüren sind bereits seit der Antike bekannt, und einige dieser Werke haben sich auch erhalten, wie beispielsweise die Tür des Tempels des Romulus auf dem Forum Romanum oder das 6 m hohe Portal am Pantheon in Rom, das wohl aus der Zeit des römischen Kaisers Hadrian stammt.
Im 5. Jahrhundert wurden die letzten römischen Türen aus Bronze hergestellt: die Tür aus der Zeit von Papst Hilarius für das Baptisterium im Lateran. Papst Hadrian I. verwendete ein antikes Bronzeportal aus Perugia, um dieses in St. Peter in Rom zu verbauen.
In der Spätantike und im Frühmittelalter wurden Bronzetüren noch in Konstantinopel geschaffen: Hagia Sophia unter Justinian I. (527–565) und Theophilos (829–842).
Bronzewerkstätten kann es auch im westlichen Merowingerreich gegeben haben; erhalten hat sich jedoch nur der nicht zweifelsfreie Dagobert-Thron (heute in Paris, Bibliothèque Nationale).

## Mittelalter
Aus dem Mittelalter sind nur wenige monumentale Bronzetüren von Kirchenbauten überkommen, von denen einige in Konstantinopel gefertigt worden sein sollen; in zeitlicher Reihenfolge:
- Aachen, sog. Wolfstür aus karolingischer Zeit (um 800), unfigürliche Kassettentür, mit Löwenköpfen als Türzieher
- Mainz, Türen des Stifts St. Maria ad Gradus, heute West- bzw. Marktportal des Mainzer Doms (um 1000)
- Hildesheim, die Bernwardstür ist heute innen im Dom angebracht (1015, Werkstatt in Hildesheim), dargestellt sind in Gegenüberstellung Szenen aus dem Alten und Neuen Testament. Aus derselben Zeit stammt eine monumentale bronzene Christussäule mit Reliefs.
- Augsburg, Bronzetür des Augsburger Domes (1065)
- Canosa (Italien)
- Tróia (Italien)
- Palermo (Italien)
- Verona, (Italien), San Zeno Maggiore, Stil ähnlich Nowgorod
- Nowgorod, (Russland), an der Sophienkirche; es wird angenommen, dass dieses Werk von einer Magdeburger Werkstatt gefertigt wurde
- Gnesen (Polen), Tür des hl. Adalbert in der Erzkathedrale von Gniezno
- Ravello (Italien), Trani (Italien)
- Pisa (Italien) und Monreale (Italien)
- Benevent (Italien)

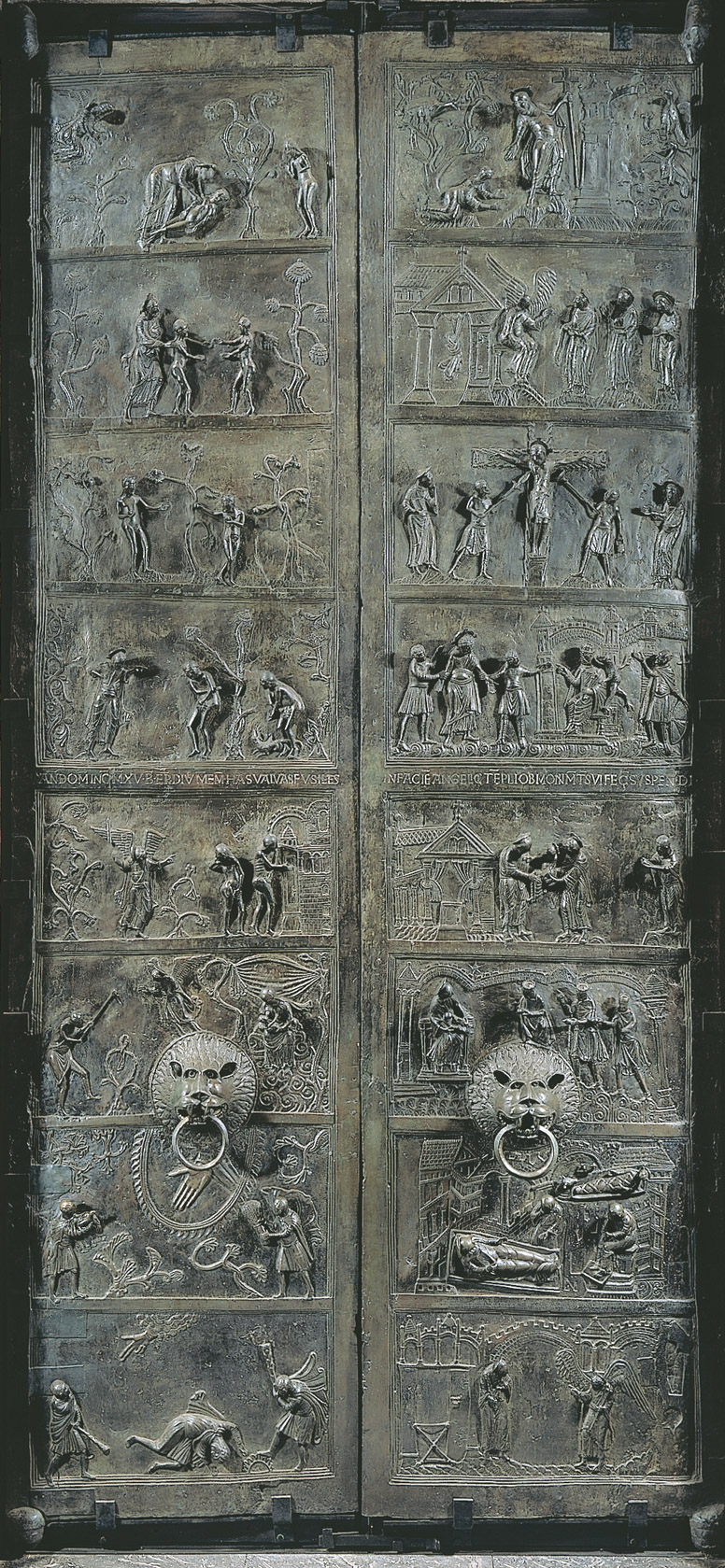
Bernwardstür im Hildesheimer Dom, 1015
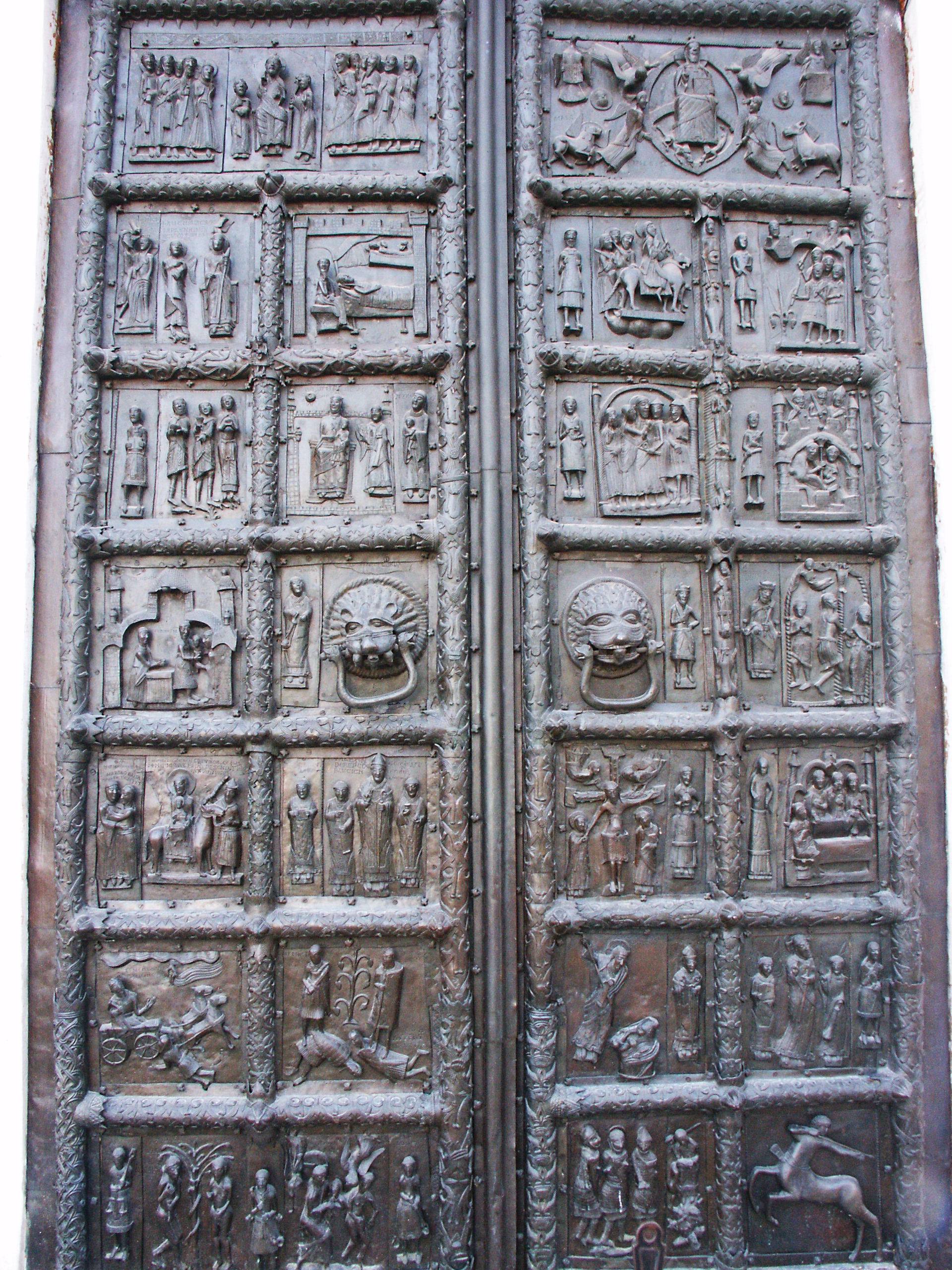
Bronzetür aus Płock, Sophienkathedrale im Nowgoroder Kreml, 1130–1144
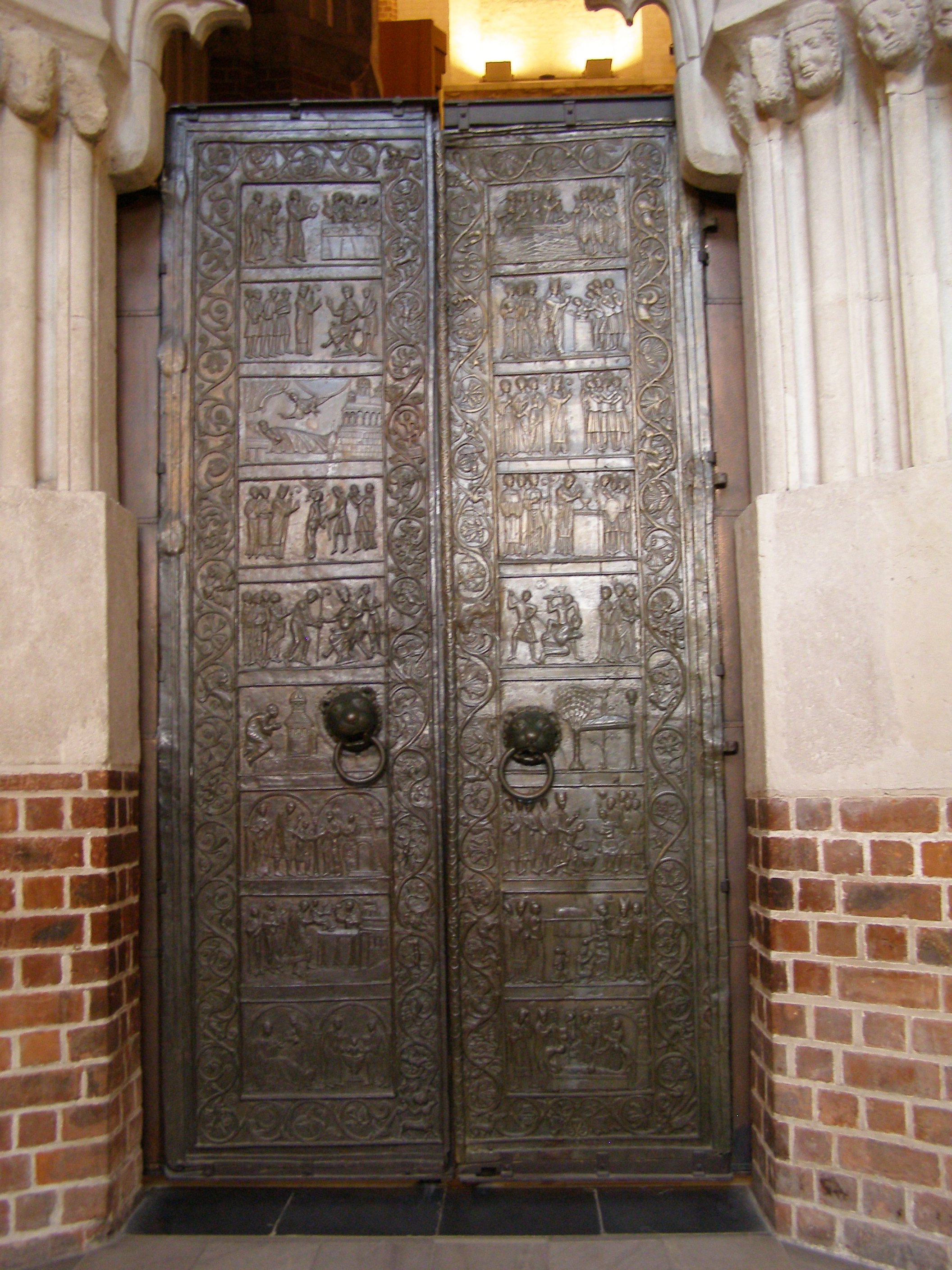
Gnesener Bronzetür, zwischen 1160 und 1180
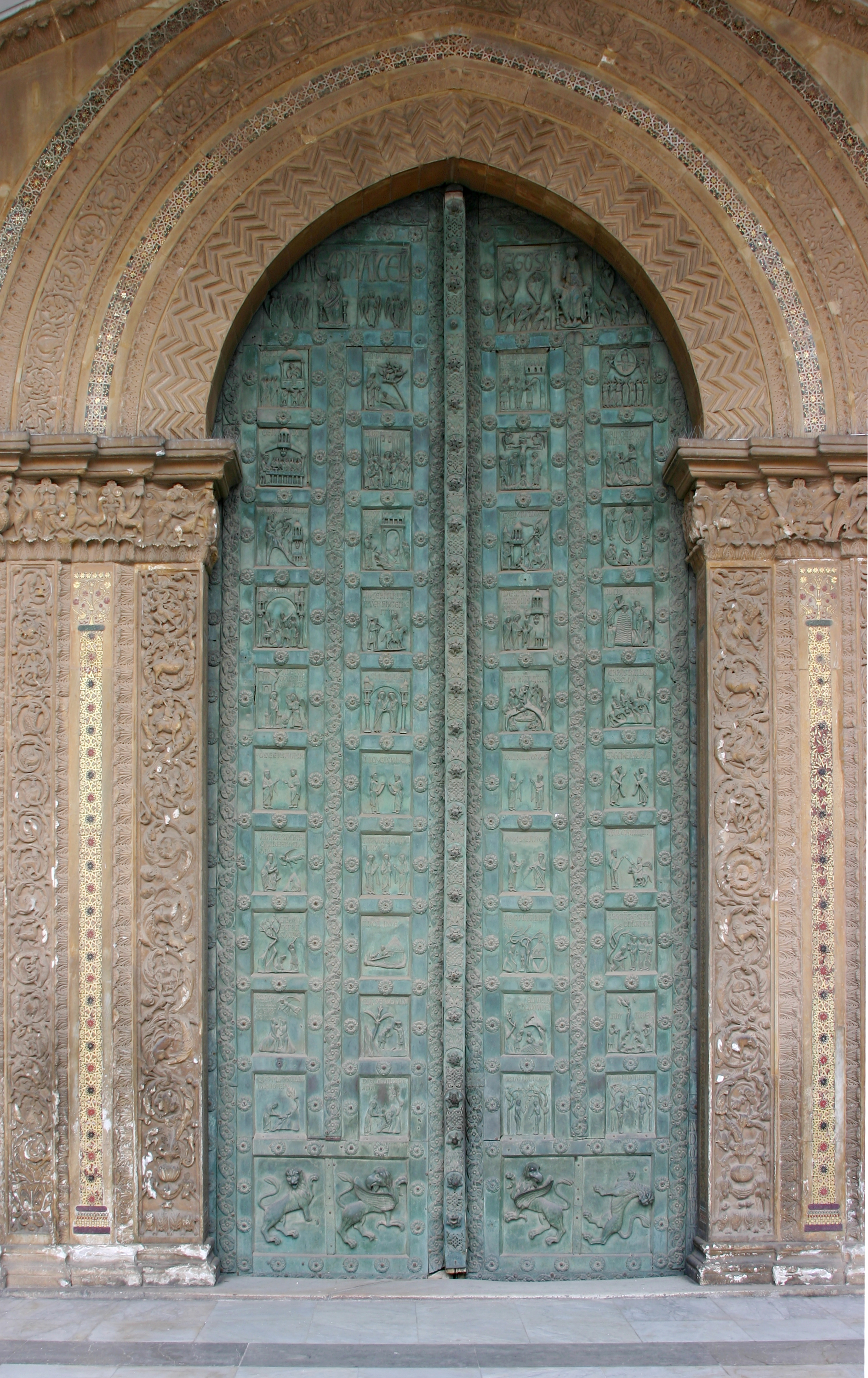
Hauptportal der Kathedrale von Monreale, 1186
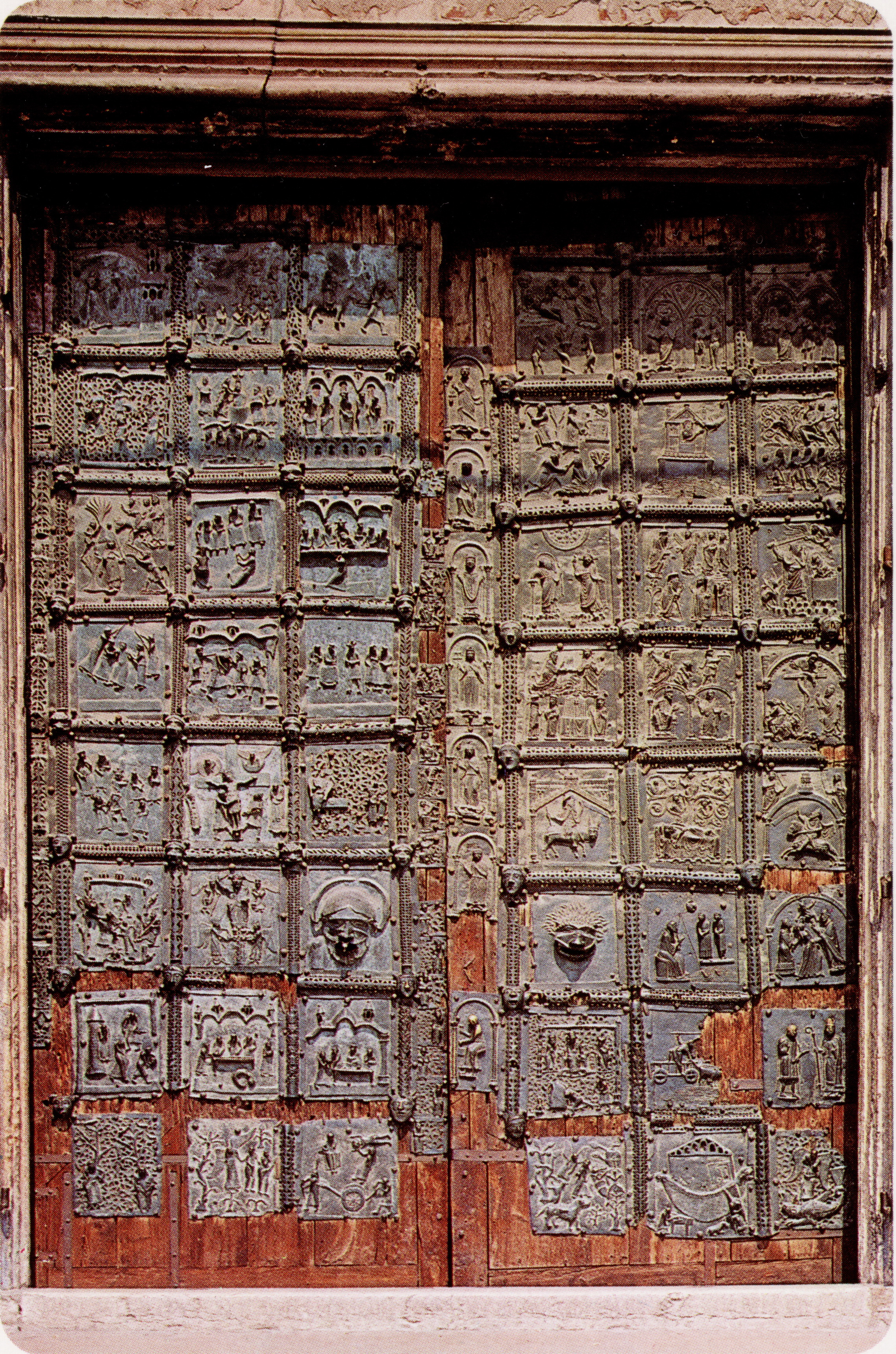
Tor von San Zeno Maggiore in Verona, 12./13. Jh.

Einige weitere Werke sind in den Schriftquellen überliefert (z. B. St. Denis,
745; diese Tür wurde zusammen mit einem Adler des 7. Jahrhunderts in den Neubau von Abt Suger übernommen).

## Vorrenaissance und Renaissance
Technisch und als Kunstwerk zu ihrer Zeit herausragend sind die Bronzetüren am Baptisterium San Giovanni in Florenz: Südportal Andrea Pisano (Fertigstellung 1336), Nordportal Lorenzo Ghiberti (fertiggestellt 1424) und Ostportal (Paradiespforte) ebenfalls Lorenzo Ghiberti. Die als Relief aus einem Guss hergestellten Türen mit damals neuen perspektivischen Darstellungen von Lorenzo Ghiberti gehören schon der frühen Renaissance an. 
In Pisa schuf Giambologna nach dem Dombrand von 1595 neue Türen (1596–1603); das Programm, also die Auswahl der Szenen, der Gestaltung und Abfolge, wurde von Domenico Portigiani erarbeitet, und auch der eigentliche Guss geht auf ihn bzw. seine Werkstatt zurück.

## Moderne

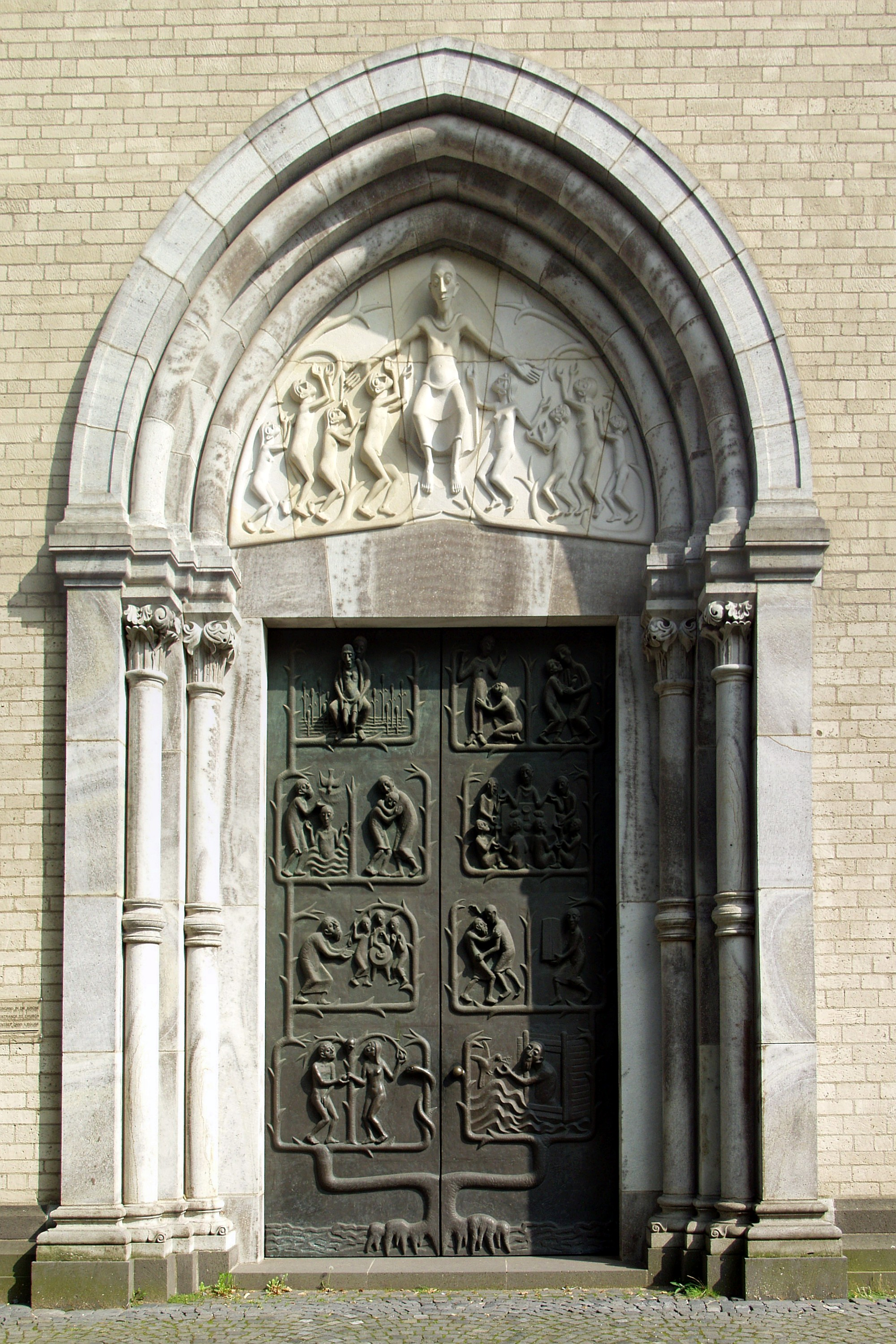
Toni Zenz -Westportal von St. Kunibert (Köln)

Herausragende Beispiele des 20. Jahrhunderts sind z. B. das Bronzeportal von St. Kunibert in Köln, geschaffen von Toni Zenz sowie das Bronzeportal von St. Jacobi in Hamburg, geschaffen von Jürgen Weber.
Nach 1982 wurden im Eingangsbereich des Sockels der Freiheitsstatue in New York monumentale Bronzetüren eingesetzt, auf denen symbolisch die Restaurierung zur Hundertjahrfeier der Statue im Jahr 1986 dargestellt ist.